# لونلي
لونلي أو «وحيدا» (بالإنجليزية: Lonely) (المعروف أيضا باسم «السيد وحيد») هي واحدة من أغاني المغني السنغالي أيكون، وهو أول الظهور لأول له على الالبوم، لملحن. وحيد صدر في عام 2005. وصلت الأغنية إلى رقم 1 في عدة بلدان، من بينها المملكة المتحدة، وألمانيا (حيث بقى هناك لمدة 8 اسابيع) وأستراليا. وكانت أيضا ذو شعبية كبيرة في فرنسا حيث أنها وصلت إلى الرقم 2، في البرازيل وهو رقم 3 الذي وصلت إليه الأغنية بعد 6 اسابيع على لوائح مبيعات الأغاني، وفي الولايات المتحدة وصلت الأغنية إلى ذروتها في عدد 4. كما فعلت أيضا بشكل جيد للغاية في السنغال، وهي الوطن الام لأيكون حيث بقيت متصدرة لوائح سباق الأغاني لوقت طويل جداً.